# Gare de Rungis - La Fraternelle
La gare de Rungis - La Fraternelle est une gare ferroviaire française de la ligne de Choisy-le-Roi à Massy - Verrières, située sur le territoire des communes de Rungis (département du Val-de-Marne) et de Wissous (département de l'Essonne).
C'est une gare de la Société nationale des chemins de fer français (SNCF) desservie par les trains de la ligne C du RER.

## Situation ferroviaire
Cette gare est située au point kilométrique 18,025 de la ligne de Choisy-le-Roi à Massy - Verrières. Son altitude est de 84 mètres.

## Histoire
La ligne de Choisy-le-Roi à Massy - Verrières, dite Ligne de Grande ceinture stratégique car réclamée par l'Armée, ouvre au trafic des voyageurs le 18 octobre 1886. Elle ferme le 15 mai 1939.
Le 25 septembre 1977, elle rouvre aux voyageurs entre Pont de Rungis et Massy - Palaiseau. La gare de Rungis - La Fraternelle est mise en service à cette occasion.
En 2022, selon les estimations de la SNCF, la fréquentation annuelle de la gare est de 637 935 voyageurs.
La Fraternelle, à proximité de la gare, est un quartier de Wissous constitué des quelques maisons subsistant d'un vaste lotissement situé autrefois sur le territoire de Paray-Vieille-Poste, exproprié lors de l'extension de l'aéroport d'Orly.

## Service des voyageurs

### Desserte
Elle est desservie par les trains de la ligne C du RER.

### Correspondances

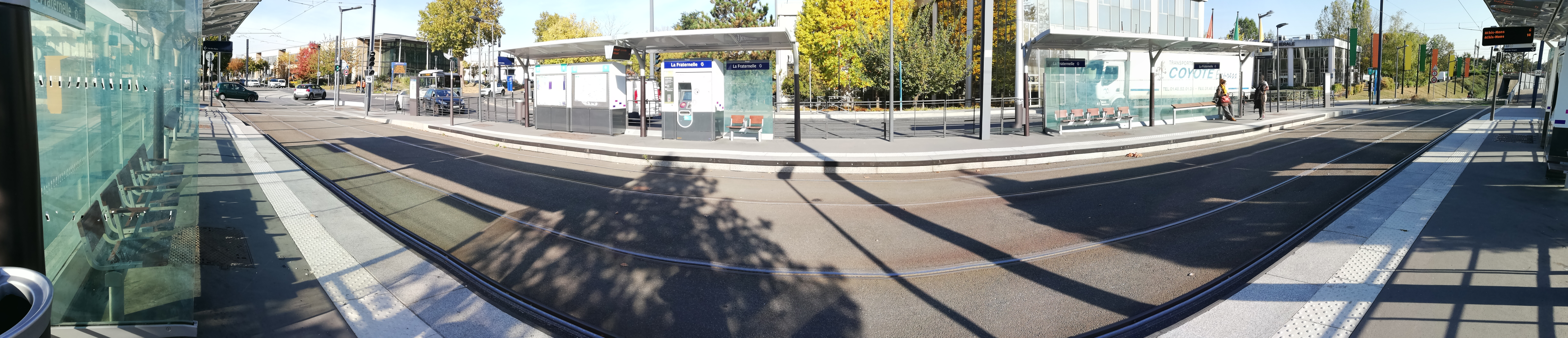
Panorama de la station de tramway.

La gare offre des correspondances avec :
- la ligne 7 du tramway ;
- les lignes 131 et 319 du réseau de bus RATP ;
- la ligne 5154 du réseau de bus Île-de-France Ouest.

## Galerie de photographies

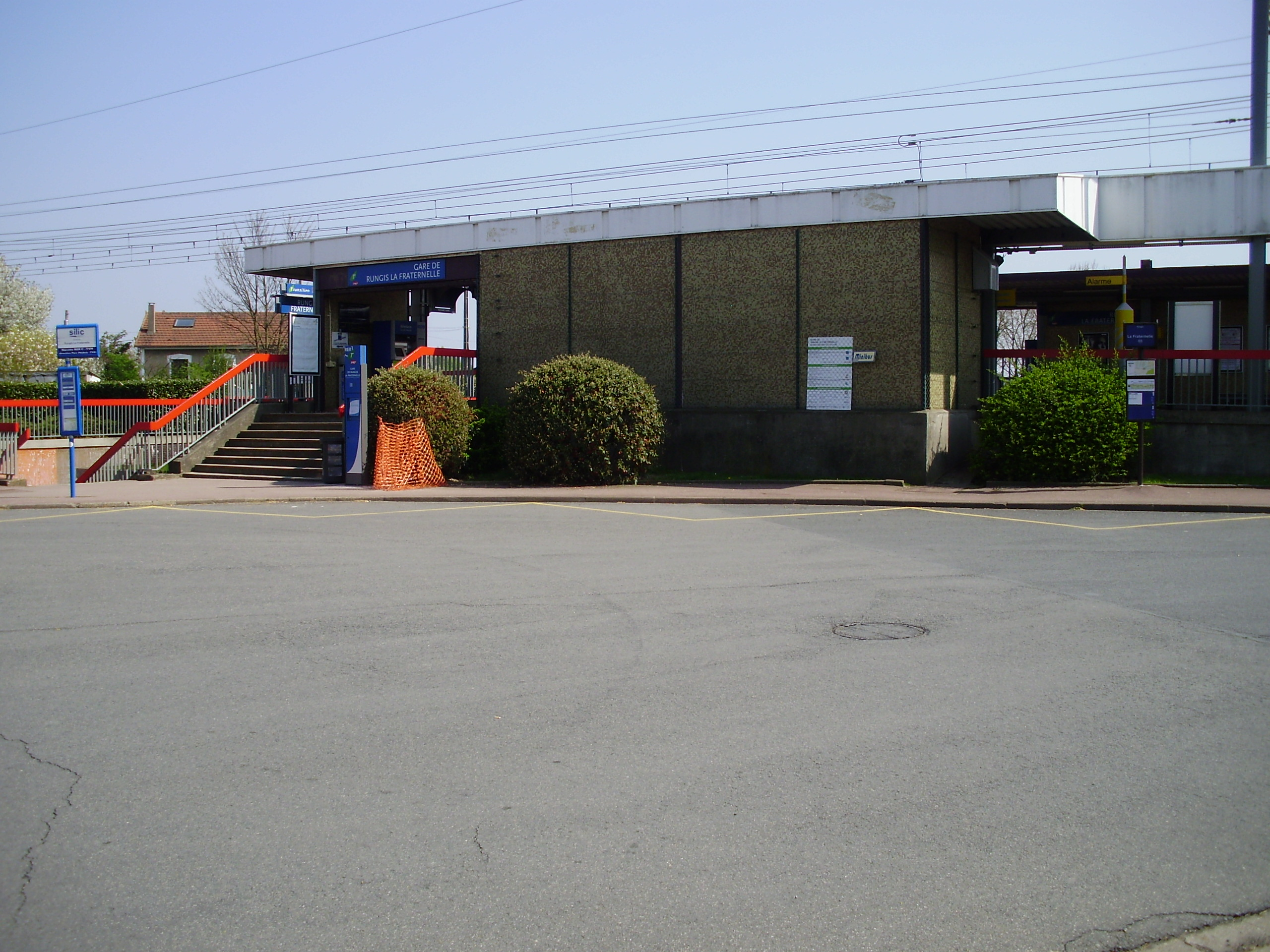
La gare vue du côté nord (zone d'activités SILIC).
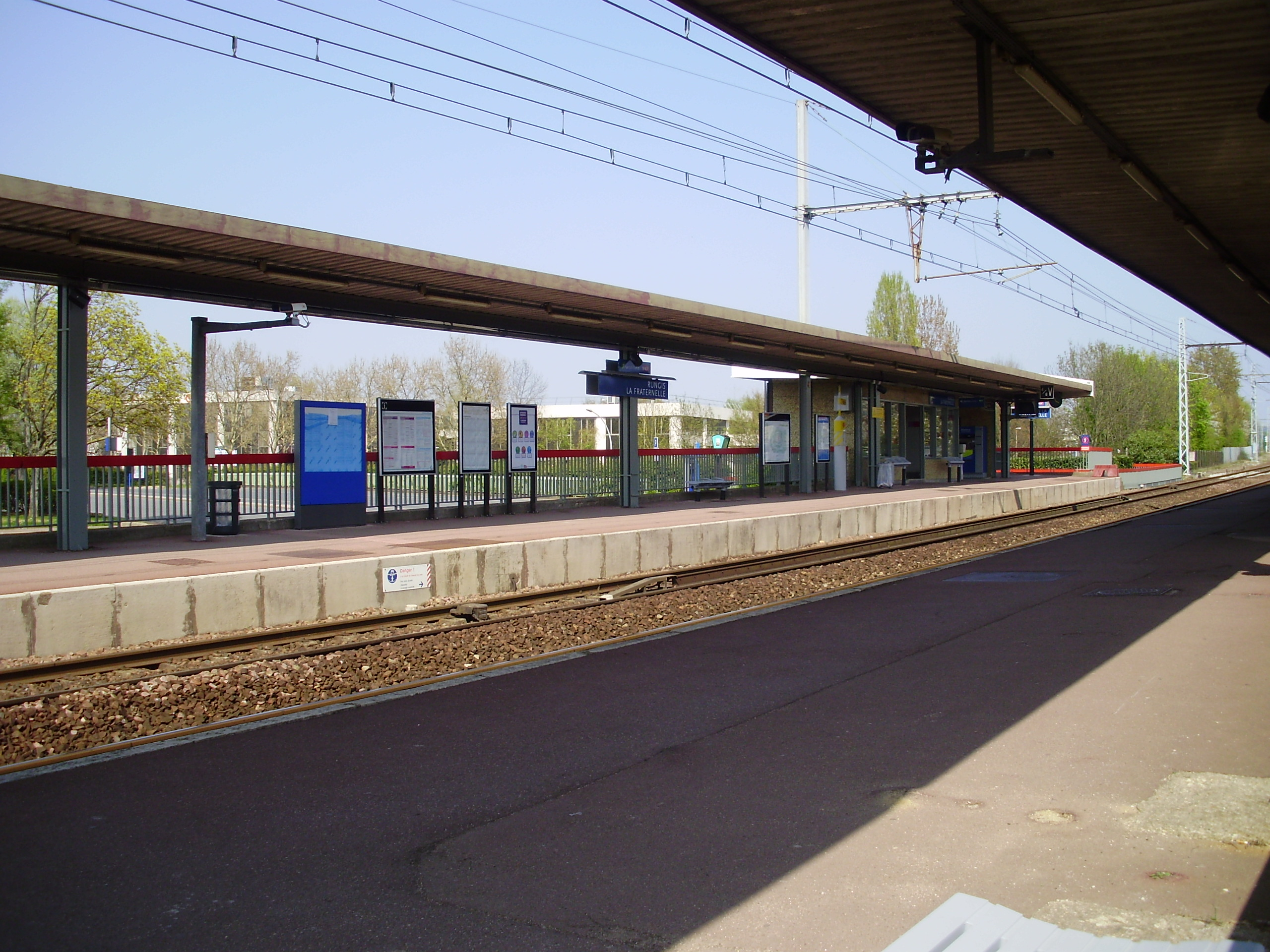
Quais de la gare, à droite en direction de Choisy-le-Roi et de Paris.
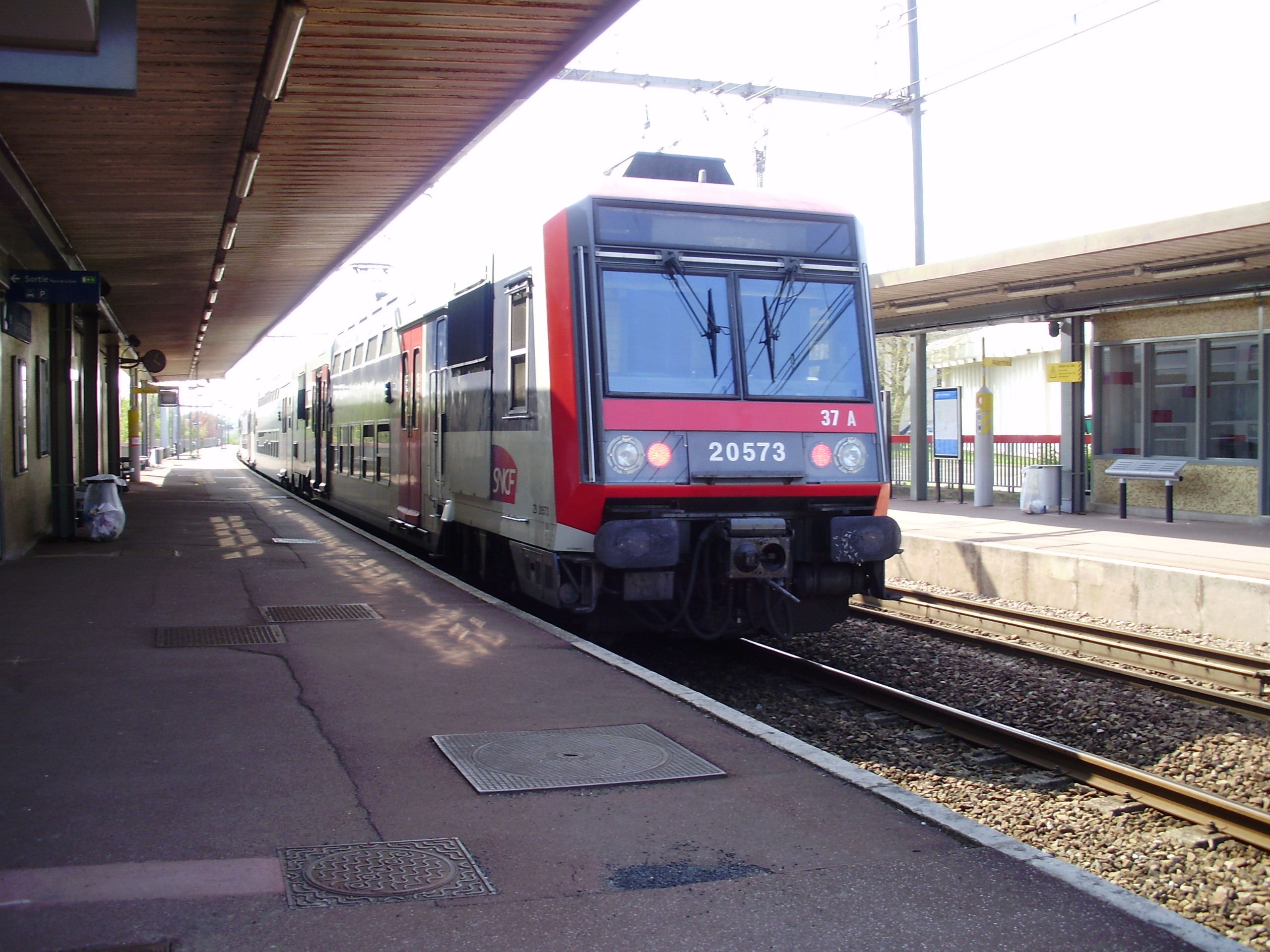
Automotrice Z 20500 se dirigeant vers Massy - Palaiseau.